# Keit Pentus-Rosimannus
Keit Pentus-Rosimannus, née Keit Pentus le 3 mars 1976 à Tallinn, est une femme politique estonienne.
Elle est ministre de l'Environnement de 2011 à 2014, puis ministre des Affaires étrangères du 17 novembre 2014 au 15 juillet 2015.
Elle devient ministre des Finances au sein du gouvernement Kaja Kallas, en 2021. Du 3 juin au 18 juillet 2022, elle assure par intérim les fonctions de ministre de l'Administration publique.

## Biographie

### Vie privée
Elle est la sœur du pilote automobile, Sten Pentus.